# Anlogic
Anlogic (chinois : 安路信息科技有限公司 ; pinyin : ānlù xìnxī kējì yǒuxiàn gōngsī ; litt. « SARL de technologies de l'information Anlu » ou plus simplement Anlu Keji (安路科技, ānlù kējì) est une entreprise de semi-conducteurs spécialisée dans les FPGA (un type de Circuit logique programmable) et basée à Shanghai.

## Histoire
En 2016, la société présente au salon IC China 2016, à Shanghai, le FPGA Eagle-20, de la série Eagle.
La société se base sur les FPGA de faible puissance, délaissés par les fabricants les plus connus. Elle a vendu 500 000 unités FPGA de gravure 28 nm en 2016, et planifiait (en octobre 2017) d'en vendre 1,5 million en 2017 et 6 millions en 2018.
La carte en matériel libre, Lichee Tang, de LicheePi (repris par Sipeed), est une carte utilisant un microcontrôleur basé sur l'architecture sous licence libre, RISC-V et utilisant un FPGA Anlogic EG4S20. Elle comporte des GPIO afin de pouvoir y connecter différents types d'éléments électroniques.